# Byssolomataceae
Byssolomataceae Zahlbr. – rodzina grzybów z rzędu misecznicowców (Lecanorales).

## Systematyka
Pozycja w klasyfikacji według Index Fungorum: Byssolomataceae, Lecanorales, Lecanoromycetidae, Lecanoromycetes, Pezizomycotina, Ascomycota, Fungi.
Według aktualizowanej klasyfikacji Index Fungorum bazującej na Dictionary of the Fungi do rodziny tej należą rodzaje:
- Aquacidia Aptroot 2018
- Badimiella Malcolm & Vezda 1994
- Baflavia Lücking 2008
- Bapalmuia Sérus. 1993
- Barubria Vezda 1986
- Brasilicia Lücking, Kalb & Sérus. 2008
- Bryogomphus Lücking, W.R. Buck, Sérus. & L.I. Ferraro 2005
- Byssolecania Vain. 1921
- Byssoloma Trevis. 1853
- Calopadia Vezda 1986
- Calopadiopsis Lücking & R. Sant. 2002
- Ceratopycnidium Maubl. 1907
- Eugeniella Lücking, Sérus. & Kalb 2008
- Fellhanera Vezda 1986
- Fellhaneropsis Sérus. & Coppins 1996
- Kantvilasia P.M. McCarthy, Elix & Sérus. 2000
- Lasioloma R. Sant. 1952
- Leimonis R.C. Harris 2009
- Loflammia Vezda 1986
- Loflammiopsis Lücking & Kalb 2000
- Logilvia Vezda 1986
- Micarea Fr. 1825 – krużynka
- Podotara Malcolm & Vezda 1996
- Pseudocalopadia Lücking 1999
- Podotara Malcolm & Vezda 1996
- Pyriomyces Bat. & H. Maia 1965
- Roccellinastrum Follmann 1968
- Scutula Tul. 1852 – skutula
- Septotrapelia Aptroot & Chaves 2006
- Sporopodiopsis Sérus. 1997
- Sporopodium Mont. 1851
- Szczawinskia A. Funk 1984
- Tapellaria Müll. Arg. 1890
- Tapellariopsis Lücking 1999

Nazwy polskie według W. Fałtynowicza.